# Tegan and Sara
Tegan and Sara — канадская группа, играющая в стиле инди-поп/инди-рок/нью-вейв. Лидерами и основательницами являются сестры-близнецы Тиган Рэйн Куин (Tegan Rain Quin) и Сара Кирстен Куин (Sara Kiersten Quin). Обе женщины играют на гитаре, клавишных и являются авторами собственных песен.
С 1999 года группа выпустила восемь студийных альбомов.

## История
Тиган и Сара родились в канадском городе Калгари (провинция Альберта) 19 сентября 1980. Свою музыкальную деятельность начали в 15 с исполнения песен под акустическую гитару. В 1997 в школьной студии были записаны 2 демо-альбома: Who’s in Your Band? и Play Day. В 1998 девушки выиграли возможность использования профессиональной студии звукозаписи, как приз за участие в городском конкурсе «Garage Warz» (творческой самодеятельности), и выпустили свой уже первый студийный демо-альбом Yellow Demo, за которым последовали Orange Demo и Red Demo.
Две песни с Red Demo вошли в их первый альбом Under Feet Like Ours, выпущенный сестрами самостоятельно в 1999 году.
После подписания контракта с лейблом Vapor Records, заключенным под руководством продюсера Нила Янга, девушки выпускают следующий студийный альбом This Business of Art (2000 год). С этого момента начинается их активная гастрольная деятельность.
В 2002 группа выпускает альбом If It Was You.
Четвертый альбом, So Jealous, изданный в 2004 под двумя лейблами: Vapor Records и Sanctuary, делает девушек всемирно известными. Одна из песен альбома, «Walking with a ghost», была перепета группой The White Stripes.
Сопродюсером альбома The Con (2007 год), выпущенного под лейблами Vapor Records и Sire, стал Chris Walla (гитарист Death Cab for Cutie). В записи альбома участвовали такие музыканты, как Jason McGerr (группа Death Cab for Cutie), Matt Sharp (группа The Rentals), Hunter Burgan (группа AFI) и Kaki King.
27 октября 2009 выпущен альбом Sainthood, спродюсированный Chris Walla и Howard Redekopp. Его выпуск сопровождался изданием трехтомной книги ON, IN, AT. Альбом примечателен песней «Paperback Head» — первая песня которая была написана сестрами совместно.
29 января 2013 года выпущен альбом Heartthrob. Журнал Rolling Stone включил этот альбом в список 50-и лучших работ 2013 года.

## Личная жизнь
Обе сестры не скрывают, что они лесбиянки.
Тиган живет в Ванкувере (Британская Колумбия) и в Лос-Анджелесе, Калифорния с 2011 года.
Сара живет в Монреале, вместе со своей девушкой.
Близнецы активно участвуют в различных движениях против гомофобии и сексизма, а также поддерживают организацию по защите животных, PETA.

## Гастрольная деятельность
С 2000 года группа Tegan and Sara активно гастролирует, изначально в поддержку Нила Янга и группы The Pretenders. Также за прошедшее время девушки успели совершить совместные туры с такими группами и исполнителями, как Ryan Adams, Ben Folds, Gogol Bordello, Cake, City and Colour, Death Cab for Cutie, Hot Hot Heat, The Killers, Rufus Wainwright и Weezer. Сами концерты проходят в очень добродушной, «семейной» обстановке, подшучивания друг над другом, рассказы про совместное детство, любовные истории, жизнь в дороге и даже политику стали неотъемлемой частью их выступлений, что приводит фанатов в невообразимый восторг.
Группа успела выступить на следующих фестивалях: Sarah McLachlan's Lilith Fair в 1999; Coachella, Lollapalooza, и SXSW в 2005; Austin City Limits, Bonnaroo, Falls Festival, и Cyndi Lauper's True Colors Tour в 2008; Southbound в 2009; Groovin the Moo и Sasquatch! в 2010.
На разогреве у девушек выступали такие исполнители, как Astronautalis, An Horse, The Jezabels, Holly Miranda и Steel Train, Hesta Prynn.

## Участие в других проектах
В 2009 обе сестры выступили в качестве продюсеров. В 2009 Тиган приняла участие в записи альбома «Small Vampires EP» группы char2d2, Сэра с 2010 участвует в продюсировании альбомов групп Fences и Hesta Prynn.
В 2007 Тиган записала совместную и снялась в клипе на песню «Borne on the FM Waves of the Heart» группы Against Me!, Сара — «We’re So Beyond This» от команды The Reason.
В апреле 2008 Тиган записывает песню «His love» по мотивам книги Augusten Burroughs «A Wolf at the Table», которая была включена в одноименную аудиокнигу.
В июне 2008 на фестивале Bonnaroo Music & Arts Festival Tegan and Sara, помимо собственного выступления, приняли участие в сете DJ Tiesto, в качестве вокалисток к ремиксу своей собственной песни «Back in your head». Сотрудничество с диджеем продолжилось записью песни «Feel It in My Bones» и клипа на неё в рамках альбома DJ Tiesto Kaleidoscope (2009 год)
Также среди музыкантов, в проектах которых Тиган и Сара принимали участие, стоит отметить Rachael Cantu ("Saturday"), Мелисса Феррик ("Never Give Up"), David Usher ("Hey Kids"), Kaki King ("Sweetness Follows"), Dragonette ("Okay Dolores"), Alkaline Trio ("Wake up exausted"), Dallas Green ("The First"), Vivek Shraya ("Your name"), Fences ("My Girl the Horse"), Jim Ward ("Broken Songs"), Kinnie Starr ("La La Le La La") .
В 2010 при выпуске сингла «Alligator» в записи Alligator remixes приняли участие Doveman, Passion Pit, Ra Ra Riot и VHS or Beta.
В июне 2010 Tegan and Sara перепели песню "Turnpike Ghost" группы Steel Train.
В августе 2010 Tegan and Sara совместно с Margaret Cho записали трек "Intervention" для её нового альбома Cho-Dependent.

## Кино и телевидение
Tegan and Sara приняли участие в таких американских, канадских и европейских телешоу, как Jimmy Kimmel Live (2005), Jonovision, The Late Late Show with Craig Kilborn (2004), Late Night with Conan O’Brien (2005, 2007, 2009), The Late Show with David Letterman (2000, 2008), The NewMusic, The Tonight Show with Jay Leno (2008) и ZeD.
Их песни вошли в саундтрек к фильмам Если свекровь — монстр (Monster-in-Law), Сладкий ноябрь (Sweet November) и Простушка( The DUFF), и сериалам 90210, Мелроуз Плейс (Melrose Place), Быть Эрикой (Being Erica), Говорящая с призраками (Ghost Whisperer), Анатомия страсти (Grey’s Anatomy), The Hills, Hollyoaks, jPod, Секс в другом городе (The L Word), Жизнь непредсказуема (Life Unexpected), Холм одного дерева (One Tree Hill), Parenthood, Дневники вампира (The Vampire Diaries), Вероника Марс (Veronica Mars) и What's New, Scooby-Doo?
В 2006 Сара снялась в эпизоде Секса в другом городе (The L Word) «Последний танец» («Last Dance») (сезон 3, эпизод 11). В 2008 приняли участие в детском телешоу Pancake Mountain, где помимо участия в скетче, исполнили свои песни «Back in Your Head», «Hop a Plane» и «Walking with a Ghost». В 2010 в шоу Mamma Yamma на канале CBC исполнили пародию на свою песню «Alligator», переделав слова с оригинальных «Sensitive, it’s true. Alligator tears cried over you» на «Scaly, yes it’s true. My spiky claws crawl over you»

## Состав группы

### Текущий состав
- Tegan Quin — вокал, гитара, клавишные
- Sara Quin — вокал, гитара, клавишные
- Edward «Ted» Gowans — гитара, клавишные (2004 - наши дни)
- Jasper Leak — бас-гитара (2012 - наши дни)
- John Spence — клавишные (2012 - наши дни)
- Adam Christgau — ударные (2013 - наши дни)

### Бывшие участники
- Dan Kelly — бас-гитара
- Shaun Huberts – бас-гитара (2007–2010)
- Chris Carlson — бас-гитара (2001-2006)
- Rob Chursinoff — ударные (2001-2005)
- Jason McGerr — ударные (2012)
- Johnny Andrews – ударные (2006–2010)

## Дискография

### Демо альбомы
- Yellow Demo (1998)
- Orange Demo (1998)
- Red Demo (1998)

### Студийные альбомы
- Under Feet Like Ours' (1999)
- This Business of Art (2000)
- If It Was You (2002)
- So Jealous (2004)
- The Con (2007)
- Sainthood (2009)
- Heartthrob (2013)
- Love You to Death (2016)
- Hey, I'm Just Like You (2019)

## Награды и номинации
| Год  | Сингл/Альбом             | Премия                                                   | Результат    |
| ---- | ------------------------ | -------------------------------------------------------- | ------------ |
| 2000 | —                        | YTV Band/Musical Group Achievement Award                 | выиграна     |
| 2003 | If It Was You            | Western Canadian Music Awards, Outstanding Pop Recording | выиграна     |
| 2006 | So Jealous               | Juno Awards Alternative Album of the Year                | номинированы |
| 2007 | It’s Not Fun Don’t Do It | Juno Awards Music DVD of the Year                        | номинированы |
| 2008 | The Con (альбом)         | Juno Awards Alternative Album of the Year                | номинированы |
| 2009 | «The Con» (сингл)        | Studio8 Song of August 2009                              | выиграна     |
| 2010 | Sainthood                | Juno Award Alternative Album of the Year                 | номинированы |